# Llista d'orquestres simfòniques dels Estats Units
Aquesta és una llista no exhaustiva de les principals Orquestres Simfòniques dels Estats Units.

## Alabama
- Alabama Symphony Orchestra
- Huntsville Symphony Orchestra
- Mobile Symphony

## Alaska
- Anchorage Symphony Orchestra
- Juneau Symphony

## Arkansas
- Arkansas Symphony Orchestra
- Pine Bluff Symphony Orchestra

## Arizona
- Phoenix Symphony
- Tempe Symphony Orchestra
- Tucson Symphony Orchestra
- Tucson Philharmonia Youth Orchestra
- Northwest Intergenerational Community Orchestra

## Califòrnia
| - California Symphony - Columbia Symphony Orchestra - Diablo Symphony Orchestra - Fremont Symphony Orchestra - Fresno Philharmonic Orchestra - Los Angeles Philharmonic - Merced Symphony Orchestra - Modesto Symphony Orchestra | - Monterey Symphony - North State Symphony - Oakland-East Bay Symphony - Pacific Symphony - Sacramento Philharmonic Orchestra - San Diego Symphony - San Fernando Valley Symphony - San Francisco Chamber Orchestra | - San Francisco Pops Orchestra - San Francisco Symphony - Santa Barbara Symphony Orchestra - Santa Cruz County Symphony - Santa Rosa Symphony - Stockton Symphony - Symphony Silicon Valley - Temple Hill Symphony Orchestra |

## Carolina del Nord
- Asheville Symphony Orchestra
- Charlotte Symphony Orchestra
- Greensboro Symphony Orchestra
- North Carolina Symphony
- Winston-Salem Symphony Orchestra

## Carolina del Sud
- Charleston Symphony Orchestra
- Greenville Symphony Orchestra
- South Carolina Philharmonic
- Carolina Pops Orchestra
- Summerville Community Orchestra

## Colorado
- Colorado Symphony Orchestra

## Connecticut
- Hartford Symphony Orchestra
- New Haven Symphony Orchestra
- Orchestra New England

## Columbia
- National Symphony Orchestra

## Dakota del Nord
- Fargo-Moorhead Symphony Orchestra

## Florida
- Florida Orchestra
- Jacksonville Symphony Orchestra
- Naples Philharmonic Orchestra
- New World Symphony Orchestra
- Orlando Philharmonic Orchestra
- Southwest Florida Symphony Orchestra
- Tallahassee Symphony Orchestra

## Geòrgia
- Atlanta Symphony Orchestra
- New Trinity Baroque

## Hawaii
- Honolulu Symphony Orchestra

## Illinois
- Chicago Symphony Orchestra
- Elgin Symphony Orchestra
- Grant Park Symphony Orchestra
- Illinois Symphony Orchestra
- Illinois State University Symphony Orchestra
- Peoria Symphony Orchestra
- Southern Illinois Symphony Orchestra

## Indiana
- Carmel Symphony Orchestra
- Evansville Philharmonic Orchestra
- Lafayette Symphony Orchestra
- Indianapolis Chamber Orchestra
- Indianapolis Symphony Orchestra
- Muncie Symphony Orchestra
- Northwest Indiana Symphony Orchestra
- Richmond Symphony Orchestra
- Terre Haute Symphony Orchestra

## Iowa
- Quad City Symphony Orchestra web Arxivat 2009-11-25 a Wayback Machine.
- Cherokee Symphony web Arxivat 2006-11-07 a Wayback Machine.

## Kansas
- Wichita Symphony Orchestra

## Kentucky
- Louisville Orchestra
- Lexington Philharmonic
- Owensboro Symphony Orchestra

## Louisiana
- Acadiana Symphony Orchestra
- Baton Rouge Symphony Orchestra
- Louisiana Philharmonic Orchestra
- Natchitoches-Northwestern Symphony Orchestra
- Rapides Symphony Orchestra
- Shreveport Symphony Orchestra

## Maine
- Portland Symphony Orchestra

## Maryland
- Annapolis Symphony Orchestra
- Baltimore Symphony Orchestra
- Greater Baltimore Youth Orchestra
- Maryland Symphony Orchestra
- Susquehanna Symphony Orchestra

## Massachusetts
| - Boston Classical Orchestra web Arxivat 2008-05-29 a Wayback Machine. - Boston Modern Orchestra Project - Boston Pops Orchestra - Boston Symphony Orchestra - Brockton Symphony Orchestra web - Cape Ann Symphony Orchestra web - Cape Cod Symphony Orchestra web - Claflin Hill Symphony Orchestra web - Harvard Radcliffe Orchestra - Longwood Symphony Orchestra web | - Massachusetts Symphony Orchestra web - New Bedford Symphony Orchestra - New England Philharmonic web - New Philharmonia Orchestra of Massachusetts - Orchestra of Indian Hill web Arxivat 2007-08-03 a Wayback Machine. - Plymouth Philharmonic web Arxivat 2007-09-28 a Wayback Machine. - Pro Arte Chamber Orchestra of Boston - Springfield Symphony Orchestra - University of Massachusetts Symphony Orchestra web Arxivat 2007-01-20 a Wayback Machine. - Boston Philharmonic Orchestraweb |

## Michigan
- Ann Arbor Symphony Orchestra
- Detroit Symphony Orchestra
- Flint Symphony Orchestra
- Grand Rapids Symphony Orchestraweb
- Jackson Symphony Orchestraweb
- Kalamazoo Symphony Orchestraweb Arxivat 2012-01-03 a Wayback Machine.
- Lansing Symphony Orchestra

## Minnesota
- Duluth Superior Symphony Orchestra
- Fargo-Moorhead Symphony Orchestra
- Minnesota Orchestra
- Minnesota Sinfonia
- Saint Paul Chamber Orchestra

## Mississipi
- Mississippi Symphony Orchestra

## Missouri
- Kansas City Symphony
- Missouri Symphony
- Saint Louis Symphony Orchestra
- University City Symphony Orchestra

## Montana
- Billings Symphony Orchestra
- Helena Symphony Orchestra

## Nevada
- Las Vegas Philharmonic Orchestra
- Nevada Symphony

## Nou Mèxic
- New Mexico Symphony Orchestra
- Santa Fe Community Orchestra
- Santa Fe Symphony Orchestra and Chorus

## Nou Hampshire
- New Hampshire Philharmonic Orchestra

## Nova Jersey
- New Jersey Symphony Orchestra

## Nova York
- Albany Symphony Orchestra
- Binghamton Philharmonic
- Buffalo Philharmonic Orchestra
- Chautauqua Symphony Orchestra
- NBC Symphony Orchestra
- New York Philharmonic
- New York Symphony Orchestra
- Massapequa Philharmonic Orchestra
- Orpheus Chamber Orchestra
- Rochester Philharmonic Orchestra
- Richmond County Orchestra
- Syracuse Symphony Orchestra

## Ohio
- Cincinnati Symphony Orchestra
- Cleveland Orchestra
- Canton Symphony
- Columbus Symphony Orchestra
- Dayton Philharmonic Orchestra
- Springfield Symphony Orchestra
- Toledo Orchestra
- Youngstown Symphony Orchestra

## Oregon
- Eugene Symphony
- Oregon East Symphony
- Oregon Symphony
- Portland Columbia Symphony Orchestra

## Pennsilvània
- Chamber Orchestra of Philadelphia
- Harrisburg Symphony Orchestra
- Johnstown Symphony Orchestra
- Northeastern Pennsylvania Philharmonic
- Philadelphia Orchestra
- Philadelphia Virtuosi Chamber Orchestra
- Philly Pops
- Pittsburgh Symphony Orchestra

## Puerto Rico
- Symphony Orchestra of Puerto Rico

## Tennessee
- East Tennessee Symphony Orchestra
- Knoxville Symphony Orchestra
- Memphis Symphony Orchestra
- Nashville Symphony Orchestra

## Texas
- Austin Symphony Orchestra
- Dallas Symphony Orchestra
- East Texas Symphony Orchestra
- El Paso Symphony Orchestra
- Houston Symphony Orchestra
- Fort Worth Symphony Orchestra
- San Antonio Symphony

## Utah
- Orchestra at Temple Square
- Orchestra of Sandy City
- Southwest Symphony
- Utah Symphony Orchestra
- Utah Valley Symphony

## Vermont
- Vermont Symphony Orchestra

## Virgínia
- Alexandria Symphony Orchestra
- Fairfax Symphony Orchestra
- Lynchburg Symphony Orchestra
- Prince William Symphony Orchestra
- Richmond Symphony Orchestra
- Virginia Beach Symphony Orchestra
- Virginia Symphony Orchestra

## Virgínia de l'Oest
- West Virginia Symphony Orchestra web Arxivat 2007-05-04 a Wayback Machine.
- Wheeling Symphony web

## Washington
- Mid-Columbia Symphony web
- Seattle Chamber Players web
- Seattle Symphony Orchestra web
- Spokane Symphony web
- Walla Walla Symphony web
- Vancouver Symphony Orchestra web

## Wisconsin
- Milwaukee, Wisconsin
- La Crosse Symphony Orchestra
- Madison Symphony Orchestra
- Milwaukee Symphony Orchestra
- Wisconsin Chamber Orchestra